# Августинці
Август́инці, Августинський орден (лат. Augustiniani) — неофіційне найменування членів кількох чернечих орденів і згромаджень католицької церкви, які керуються «Статутом святого Августина», що був написаний через багато століть після смерті Св. Августина (430) і використовувався духовенством, які бажали жити за нормами, близьким до чернечих. Виник у середині ХІІ століття в Італії як жебручий орден. Сьогодні орден налічує близько 5 тисяч членів.

## Августинські ордени
Августинці діляться на дві основні гілки:
- Августинці-каноніки (регулярні каноніки, каноніки-обсервантів св. Августина, The Canons Regular of Saint Augustine, CRSA).

Августинці-каноніки є священиками, життю яких властиві деякі риси монастирського укладу, наприклад спільне проживання і спільний спів на богослужіннях. У наш час існує кілька подібних громад, найбільша з яких — Латеранська. У Середні віки центром августинства був Сен-Вікторський монастир, Париж. Діляться: статутні (або чорні — за кольором шати) августинські каноніки і білі каноніки (або премонстранти).
- Августинські брати (орден пустельників св. Августина, августинці-ереміти, The Order of the Hermit Friars of Saint Augustine, OSA).

Є дві невеликі конгрегації, що відкололися від августинських братів-еремітов:
- - Августинці-реколлекти (Ordo Recollectorum Sancti Augustini, ORSA).
  - Босі августинці (Ordo Eremitarium Discalceatorum, OEDSA).

Також до августинців належать і ассумпціоністи (Орден августинців Успіння Божої Матері, А. А.) з власними підорденами

## Історія
В ХІІІ столітті орден прийняв статут, написаний на основі оригіналів творів гіппонського єпископа Августина Блаженного (звідси й назва Августинці). Остаточно затверджений папою римським Олександром IV у 1256 році. Створюючи цей орден з ряду італійських чернечих конгрегацій, папство хотіло отримати повністю підконтрольний собі жебрачий орден на зразок та на противагу частково автономним францисканцям та домініканцям.
Діяв у багатьох країнах Європи, у тому числі в Україні. У середині XV століття орден налічував 30 тисяч членів і мав близько 2 тисяч чоловічих і жіночих монастирів в 42 провінціях. Членом ордену був Мартин Лютер. У XVI—XVII століттях августинці займалися місіонерською діяльністю у Китаї, Японії, Африці та Америці. З XVIII століття орден поступово втрачає своє значення.
Його реформовані гілки — ордена босоногих братів-самітників (затверджений бл. 1620) та братів споглядальників, так званих реколлектів (з 1912).

### Діяльність

#### В Українських землях
Був монастир у селі Затурці.
Отці августинці опікувались нині знищеним костелом на честь Діви Марії Утішительки в містечку Кодня. Перші відомості про їхнє служіння в Кодні відносяться до 1ї половини XVII ст. 

#### в Японії
Августинці вперше прибули до Японії у 1602 році. Вони розпочали проповідницьку діяльність у провінціях Бунґо і Хюґа на острові Кюсю, а також тогочасному «маленькому Римі Японії» — Наґасакі. У цьому місті Орден мав свій «дім Карітас», в якому утримував хворих на проказу, займався їхнім лікуванням та захистом. У 1637 році у зв'язку із порушенням заборони місцевого уряду проповідувати християнство в Японії, член августиців, японський чернець-священик Кінцуба Дзіхей (у хрещенні — Томас де сан Августіно) був замордований у Наґасакі. Разом з його смертю діяльність Ордену на Японських островах була припинена.

## Відомі августинці
- Святий Торлак — покровитель Ісландії.
- Тома Кемпійський — августинець-канонік
- Августин Тріумфус — теолог
- Томас з Вилланови — святий
- Яків з Вітербо — богослов
- Ріта Каскійська — святий
- Клара Монтефалькська — свята
- Луїс де Леон — іспанський письменник
- Отець Ансельм — основоположник генеалогії як наукової дисципліни
- Ґреґор Мендель — основоположник генетики
- Мігель Кабельо Бальбоа — іспанський священик і хроніст в Південній Америці, автор твору Miscelánea Antártica. Письменник Золотого Століття іспанської літератури.
- Андрес де Урданета — здійснив другу навколосвітню подорож, відкрив морський шлях на Філіппіни через Тихий океан.
- Мартін Лютер — основоположник реформації, спочатку був монахом (чернече ім'я — Августин)
- Лев XIV — 267-й Папа Римський (від 8 травня 2025 року), ім'я при народженні Роберт Френсіс Прево; англ. Robert Francis Prevost; нар. 14 вересня 1955, Чикаго, Іллінойс, США[4][5]